# Карс (эялет)
Эяле́т Ка́рс (осман. ایالت قارص‎, тур. Kars Eyaleti) — северо-восточная провинция Османской империи. Административный центр — город Карс. Его площадь в XIX веке составляла 6212 квадратных миль (16 090 км2).

## История
В 1368 году город Карс был уничтожен Тимуром. В 1548 году вошёл в состав Османской империи. В 1579 (или 1580) году его восстановил как турецкую крепость Лала Кара Мустафа-паша.
Город стал столицей эялета Карс, а также местом паломничества.
В 1604 году Карс был захвачен Аббасом I Великим, однако в 1616 году восстановлен турками. Гарнизон Карса в 1640-х годах состоял из 1002 янычаров и 301 местного рекрута — всего 1303 человека.
В 1824 году вошёл в состав эялета Эрзурум.

## Население
По переписи 1828 года, в Карсском эялете насчитывалось 248 деревень, в которых проживали 22 000 человек, из которых:
- Армяне - 14 700 (66,8%)
- Мусульмане - 6 500 (29,5%)
- Остальные - 800 (3,6%)

## Административное деление
В XVII веке состоял из санджаков:
- Гёле
- Худжуджан
- Арпачай
- Кехран
- Кагызман
- Карс — местонахождение паши.